# Panchlora serrana
Panchlora serrana es una especie de cucaracha del género Panchlora, familia Blaberidae. Fue descrita científicamente por Rocha e Silva en 1959.

## Distribución
Habita en Brasil.